# Mokate Open 2019
Mokate Open 2019 – ósmy w historii sezon cyklu Turnieju Szachowego Mokate Open, który rozpoczął się 27 stycznia 2019 w Goleszowie, a zakończy 21 października 2019 tamże. Rozegrano 4 konkursy. Sędzią przez cały sezon jest Karol Linert.

## Lider

Eneasz Wiewióra

## Kalendarz
| Lp. | Data              | Miejscowość | Rodzaj Szachów      | Tempo         | Rundy | Link  | 1. miejsce                      | 2. miejsce                      | 3. miejsce                      |
| --- | ----------------- | ----------- | ------------------- | ------------- | ----- | ----- | ------------------------------- | ------------------------------- | ------------------------------- |
| -   | 27 stycznia 2019  | Goleszów    | Szachy błyskawiczne | System Mokate | 9     | [ 1 ] | Kamil Warchoł                   | Mateusz Myrmus                  | Jakub Herwy                     |
| 1   | 22 kwietnia 2018  | Goleszów    | Szachy błyskawiczne | System Mokate | 9     |       | Zawody przeniesiono do Ustronia | Zawody przeniesiono do Ustronia | Zawody przeniesiono do Ustronia |
| 1   | 22 kwietnia 2018  | Ustroń      | Szachy błyskawiczne | System Mokate | 9     | [ 2 ] | Eneasz Wiewióra                 | Rafał Tymrakiewicz              | Karol Rawicz                    |
| 2   | 1 września 2018   | Goleszów    | Szachy błyskawiczne | System Mokate | 9     | [ 3 ] |                                 |                                 |                                 |
| 3   | 24 listopada 2018 | Goleszów    | Szachy błyskawiczne | System Mokate | 11    | [ 4 ] |                                 |                                 |                                 |